# Miss Internacional 1981
Miss Internacional 1981, el vigésimo primer certamen de Miss Internacional, se celebró el 6 de septiembre de 1981 en Kobe, Japón. Lo ganó Jenny Annette Derek de Australia.

## Resultados
| Resultados finales      | Concursante |
| ----------------------- | --- |
| Miss Internacional 1981 | - Australia - Jenny Annette Derek |
| 1° Finalista            | - Brasil - Taiomara Do Rocio Borchardt |
| 2° Finalista            | - Irlanda - Michelle Rocca |
| 3° Finalista            | - Colombia - Victoria Eugenia Cárdenas |
| 4° Finalista            | - Honduras - Gloria Patricia Durón |
| Semifinalistas (Top 15) | - Alemania - Barbara Reimund - Bélgica - Dominique Van Eeckhoudt - Escocia - Margaret Bisset - Estados Unidos - Lisa Schuman - Filipinas - Alice Veronica Fernandez - Japón - Mika Moriwaki - Nueva Zelanda - Elizabeth Mary Ivan - Suecia - Anna Helena Lindgow - Tailandia - Seenuan Attasara - Venezuela - Miriam Quintana |

### Premios especiales
- Miss Simpatía:  Hong Kong - Deborah Carol Moore
- Miss Fotogénica:  Alemania - Barbara Reimund
- Traje Nacional:  Bélgica - Dominique Van Eeckhoudt
- Miss Elegancia:  Brasil - Taiomara Do Rocio Borchardt

## Concursantes
- Australia - Jenny Derek
- Austria - Barbara Reimund
- Bélgica - Dominique Van Eeckhoudt
- Brasil - Taiomara Do Rocio Borchardt
- Canadá - Carol Donlon
- Colombia - Victoria Eugenia Cárdenas Gerlein
- Costa Rica - Trylce Jirón García
- Dinamarca - Tina Brandstrup
- Inglaterra - Susan Elizabeth Hutt
- Finlandia - Merja Orvokki Varvikko
- Francia - Beatriz Peyet
- Alemania - Barbara Reimund
- Grecia - Katerina Kondylatou
- Guam - Cecilia Daga Diaz
- Hawái - Dana Fu
- Países Bajos - Ine Hoedemaeckers
- Honduras - Gloria Patricia Durón
- Hong Kong - Deborah Carol Moore
- Islandia - Hlif Hansen
- India - Meenakshi Seshadri
- Irlanda - Michelle Mary Teresa Rocca
- Israel - Li’ora Goldberg
- Italia - Veronica Piazza
- Japón - Mika Moriwaki
- Corea del Sur - Park Hyun-joo
- Malasia - Gurmit Kaur
- México - Maria Fabiola Torres Sariat
- Nueva Zelanda - Elizabeth Mary Ivan
- Noruega - Helen Holager
- Filipinas - Alice Veronica "Peachy" Fernandez Sacasas
- Escocia - Margaret Bisset
- Singapur - Shanaz Ali Hussein Gandhi
- España - Francisca "Paquita" Ondiviela Otero
- Suecia - Ana Helena Lindgow
- Suiza - Brigitte Voss
- Polinesia Francesa - Maimiti Kinnander
- Tailandia - Seenuan Attasara
- Turquía - Sevim Ciftci
- Uruguay - Silvia Alonso
- Estados Unidos - Lisa Margaret Schuman
- Venezuela - Miriam Quintana Quintana
- Gales - Sally Douglas Williams

### Retiros
- Bolivia - Rosario Suárez, se enfermó justo antes de la final.